# Ritratto di Carlo Ludovico e Rupert, principi palatini
Questo dipinto raffigura i principi palatini Carlo I Luigi del Palatinato e Rupert del Palatinato, figli di Federico V del Palatinato e nipoti del re d'Inghilterra Carlo I. Nel 1637, anno dell'esecuzione del dipinto, i fratelli si trovavano presso la corte di Londra, alla ricerca di aiuti per la guerra che aveva portato alla fuga del padre dal suo regno e che li costringeva all'esilio.

## Altri dipinti

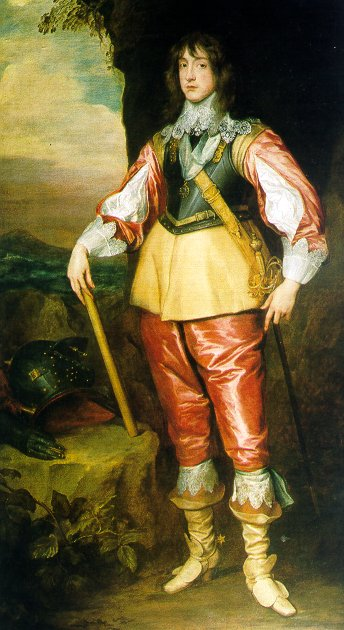
Ritratto di Carlo Luigi